# Jin Jiang (vattendrag i Kina, Fujian)
Jin Jiang (kinesiska: 晋江) är ett vattendrag i Kina. Det ligger i provinsen Fujian, i den sydöstra delen av landet, omkring 150 kilometer sydväst om provinshuvudstaden Fuzhou.
Genomsnittlig årsnederbörd är 1 562 millimeter. Den regnigaste månaden är maj, med i genomsnitt 283 mm nederbörd, och den torraste är oktober, med 14 mm nederbörd.